# Ligament ombilical médial
Ne doit pas être confondu avec Ligament ombilical médian.
Le ligament ombilical médial (ou ligament ombilico-vésical) est une structure fibreuse paire de l'abdomen.

## Structure
Le ligament ombilical médial remonte le long de la face profonde de la paroi abdominale antérieure entre la face antéro-latérale de la vessie à l'ombilic. Il se situe latéralement au ligament ombilical médian et médialement au pli épigastrique.
Il soulève le pli ombilical médial du péritoine et participe à la constitution de la fosse supravésicale.

## Origine
Le ligament ombilical médial est le reliquat fibreux de la partie occluse de l'artère ombilicale. Le reste de l'artère ombilicale donnant l'artère vésicale supérieure.

## Aspect clinique
Le ligament ombilical médial est utilisé comme repère au cours des cœlioscopies pour aider à identifier et éviter d'endommager les artères épigastriques profondes.
C'est une zone de faiblesse source de hernies supravésicales.